# Sao nhập ngũ
Sao nhập ngũ là chương trình truyền hình thực tế về quân đội đầu tiên tại Việt Nam với sự tham gia của các nhân vật trải nghiệm là những người nổi tiếng trong nhiều lĩnh vực. Chương trình được chia làm nhiều mùa, mỗi mùa có sự tham gia của các nhân vật cùng trải nghiệm những thử thách thực sự trong môi trường huấn luyện quân đội. Tính đến năm 2025, đây là chương trình truyền hình thực tế duy nhất tại Việt Nam mà công dân được tham gia trải nghiệm trong lực lượng an ninh nói chung tại Việt Nam.
Sao nhập ngũ được sản xuất với sự phối hợp của Công ty Truyền thông Viettel và Trung tâm Phát thanh và Truyền hình Quân đội, lên sóng lần đầu tiên trên Kênh Truyền hình Quốc phòng Việt Nam vào ngày 8 tháng 1 năm 2017. Chương trình đã được Cục Bản quyền tác giả, Bộ Văn hóa – Thể thao và Du lịch cấp giấy chứng nhận bản quyền.

## Nội dung
Khi tham gia vào chương trình, các nhân vật trải nghiệm sẽ trở thành một người quân nhân chính thức trong Quân đội nhân dân Việt Nam với thời gian là bảy ngày; theo đó họ phải chấp hành nghiêm chỉnh tất cả các quy định, chế độ sinh hoạt, nội dung huấn luyện và kỷ luật của quân đội như những người quân nhân khác. Kết thúc mỗi ngày huấn luyện, dựa trên các yếu tố thể lực, kỷ luật và quân sự, chỉ huy sẽ đánh giá, chấm điểm theo sự thể hiện của các chiến sĩ trong ngày hôm đó.

## Phát sóng
Tất cả các mùa phát sóng của Sao nhập ngũ được trình chiếu trên Kênh Truyền hình Quốc phòng Việt Nam. Ngoài ra, chương trình cũng từng được đồng phát sóng trên một số kênh truyền hình khác như VTC1, VTV3, HTV3, HTV7, SCTV6. Các tập phát sóng của chương trình đều có thể được tìm thấy trên kênh YouTube chính thức của chương trình. Kể từ năm 2021, chương trình còn được phát hành trên ứng dụng TV360.

## Tổng quan các mùa

### Mùa 1: Vượt qua giới hạn
Mùa đầu tiên với chủ đề Vượt qua giới hạn được phát sóng từ ngày 8 tháng 1 đến ngày 5 tháng 3 năm 2017.
| Chỉ huy            | Đại úy Hoàng Văn Tĩnh                                      |
| Các nhân vật chính | Phạm Trần Thanh Duy                                        |
| Các nhân vật chính | Lê Huỳnh Anh                                               |
| Các nhân vật chính | Trương Nam Thành                                           |
| Đơn vị tham gia    | Lữ đoàn Hải quân Đánh bộ 147 - Binh chủng Hải quân Đánh bộ |

### Mùa 2: Thử thách bản lĩnh
Mùa thứ hai với chủ đề Thử thách bản lĩnh được phát sóng từ ngày 12 tháng 3 đến ngày 30 tháng 4 năm 2017.
| Chỉ huy            | Thượng úy Nguyễn Thế Thắng                 |
| Các nhân vật chính | Trần Quốc Thiên                            |
| Các nhân vật chính | Nguyễn Bình An                             |
| Các nhân vật chính | Nguyễn Xuân Phúc                           |
| Đơn vị tham gia    | Lữ đoàn Đặc công 113 - Binh chủng Đặc công |

### Mùa 3: Kỷ luật thép
Mùa thứ ba với chủ đề Kỷ luật thép được phát sóng từ ngày 16 tháng 7 đến ngày 3 tháng 9 năm 2017.
| Chỉ huy            | Thượng úy Nguyễn Văn Nhất                                            |
| Các nhân vật chính | Nguyễn Khắc Việt                                                     |
| Các nhân vật chính | Cung Đức Huy (Huy Cung)                                              |
| Các nhân vật chính | Trần Vương Anh (Vương Anh Ole)                                       |
| Đơn vị tham gia    | Tiểu đoàn Bộ binh 5, Trung đoàn 692, Sư đoàn 301 - Bộ Tư lệnh Thủ đô |

### Mùa 4: Bông hồng thép
Mùa thứ tư với chủ đề Bông hồng thép được phát sóng từ ngày 10 tháng 9 đến ngày 29 tháng 10 năm 2017. Ở mùa này, số nhân vật tham gia chương trình được tăng lên 4 và đây là lần đầu tiên các nhân vật trải nghiệm là nữ.
| Chỉ huy            | Thượng úy Đào Thanh Tùng                      |
| Các nhân vật chính | Ngô Thị Quỳnh Mai (Mai Ngô)                   |
| Các nhân vật chính | Nguyễn Hương Giang                            |
| Các nhân vật chính | Nguyễn Hồng Nhung (Nhung Gumiho)              |
| Các nhân vật chính | Trần Thị Kim Ngân (Khả Ngân)                  |
| Đơn vị tham gia    | Lữ đoàn Đặc công bộ 113 - Binh chủng Đặc công |

### Mùa 5: Không gục ngã
Mùa thứ năm với chủ đề Không gục ngã được phát sóng từ ngày 12 tháng 5 đến ngày 30 tháng 6 năm 2018. 
| Chỉ huy            | Trung úy Nguyễn Đình Sơn                    |
| Các nhân vật chính | Nguyễn Tuấn Kiệt (Gin Tuấn Kiệt)            |
| Các nhân vật chính | Phạm Gia Bảo (Bảo Kun)                      |
| Các nhân vật chính | Nguyễn Hoàng Tôn                            |
| Đơn vị tham gia    | Lữ đoàn Pháo binh 45 - Binh chủng Pháo binh |

### Mùa 6: Biệt đội chống độc
Mùa thứ sáu với chủ đề Biệt đội chống độc được phát sóng từ ngày 7 tháng 7 đến ngày 1 tháng 9 năm 2018. 
| Chỉ huy            | Thượng úy Nguyễn Văn Quý                  |
| Các nhân vật chính | Trần Đại Nhân                             |
| Các nhân vật chính | Đỗ Xuân Nghị                              |
| Các nhân vật chính | Đặng Quang Dũng (Juun Đăng Dũng / Juun D) |
| Đơn vị tham gia    | Lữ đoàn Hóa học 86 – Binh chủng Hóa học   |

### Mùa 7: Lá chắn thép
Mùa thứ bảy với chủ đề Lá chắn thép được phát sóng từ ngày 15 tháng 9 đến ngày 11 tháng 11 năm 2018. 
| Chỉ huy            | Đại úy Bùi Trung Kiên                                    |
| Các nhân vật chính | Ưng Đại Vệ                                               |
| Các nhân vật chính | Trần Nguyên Cát Vũ (Tim)                                 |
| Các nhân vật chính | Lê Văn Thuận (Châu Khải Phong)                           |
| Các nhân vật chính | Nguyễn Đăng Dũng (Dũng Bino)                             |
| Đơn vị tham gia    | Trung đoàn 102, Sư đoàn 308, Quân đoàn 1 - Bộ Quốc phòng |

### Mùa 8: Đối mặt với biển
Mùa thứ tám với chủ đề Đối mặt với biển được phát sóng từ ngày 16 tháng 12 năm 2018 đến ngày 3 tháng 2 năm 2019. 
| Chỉ huy            | Đại úy Nguyễn Văn Dũng                                                  |
| Các nhân vật chính | Đỗ Quang Đăng                                                           |
| Các nhân vật chính | Mạc Văn Khoa                                                            |
| Các nhân vật chính | Tằng Quốc Anh (Mr.T)                                                    |
| Đơn vị tham gia    | Liên đội đặc công nước 7, Lữ đoàn đặc công nước 5 - Binh chủng Đặc công |

### Mùa 9: Phiên bản nhí - Những chiến binh tí hon
Mùa thứ chín với chủ đề Những chiến binh tí hon được phát sóng từ ngày 4 tháng 8 đến ngày 22 tháng 9 năm 2019, và đây là mùa duy nhất của Sao nhập ngũ dành cho trẻ em. 
| Chỉ huy            | Thiếu tá Nguyễn Bá Thắng - Thượng úy Phạm Mạnh Cường  |
| Các nhân vật chính | Trịnh Nhật Minh (Quán quân Giọng hát Việt nhí 2016)   |
| Các nhân vật chính | Dương Ngọc Ánh (Quán quân Giọng hát Việt nhí 2017)    |
| Các nhân vật chính | Cao Hữu Nhật (Nam vương thiếu nhi Âu-Á)               |
| Các nhân vật chính | Nguyễn Hà Anh                                         |
| Đơn vị tham gia    | Lữ đoàn Thông tin 139 - Binh chủng Thông tin Liên lạc |

### Mùa 10: Trái tim người lính
Mùa thứ mười với chủ đề Trái tim người lính được phát sóng từ ngày 25 tháng 10 năm 2019 đến ngày 5 tháng 1 năm 2020. Sáu nghệ sĩ tham gia mùa này sẽ cùng nhau tranh tài giành lấy 100 triệu đồng để làm từ thiện.
| Chỉ huy            | Đại uý Vũ Đình Hưng                                                              |
| Các nhân vật chính | Trần Phan Huy Khánh                                                              |
| Các nhân vật chính | Tạ Anh Đức                                                                       |
| Các nhân vật chính | La Tấn Thành (La Thành)                                                          |
| Các nhân vật chính | Phạm Duy Thuận (Jun Phạm)                                                        |
| Các nhân vật chính | Trần Quốc Anh (Bê Trần)                                                          |
| Các nhân vật chính | Nguyễn Minh Châu (Bob Nguyễn)                                                    |
| Đơn vị tham gia    | Tiểu đoàn 43, Lữ đoàn Hải quân Đánh bộ 147, Vùng 1 - Binh chủng Hải quân Đánh bộ |

### Mùa 11: Nữ chiến binh
Mùa thứ 11 với chủ đề Nữ chiến binh được phát sóng từ ngày 6 tháng 12 năm 2020 đến ngày 21 tháng 3 năm 2021.
| Chỉ huy            | Thượng úy Nguyễn Việt Long                 |
| Các nhân vật chính | Trần Thị Nam Thư                           |
| Các nhân vật chính | Trần Thị Diệu Nhi                          |
| Các nhân vật chính | Dương Hoàng Yến                            |
| Các nhân vật chính | Hoàng Thúy Hậu (Hậu Hoàng)                 |
| Các nhân vật chính | Đỗ Khánh Vân                               |
| Các nhân vật chính | Nguyễn Cao Kỳ Duyên                        |
| Đơn vị tham gia    | Lữ đoàn Đặc công 429 - Binh chủng Đặc công |

### Mùa 12: Bước chân thần tốc
Mùa thứ 12 với chủ đề Bước chân thần tốc được phát sóng từ ngày 5 tháng 3 đến ngày 25 tháng 6 năm 2022. Lần đầu tiên, chương trình quy tụ 8 người nổi tiếng cả nam và nữ cùng tham gia thay vì chỉ có những nhân vật nam hoặc nữ.
| Chỉ huy            | Đại úy Phạm Huy Hùng                  |
| Chỉ huy            | Trung úy Phạm Quang Khải              |
| Các nhân vật chính | Nguyễn Minh Tú                        |
| Các nhân vật chính | Nguyễn Anh Tú                         |
| Các nhân vật chính | Nguyễn Thị Hòa (Hòa Minzy)            |
| Các nhân vật chính | Nguyễn Thanh Huệ Phương (Cara Phương) |
| Các nhân vật chính | Nguyễn Cao Sơn Thạch (S.T Sơn Thạch)  |
| Các nhân vật chính | Nguyễn Kiều Cẩm Thơ (Puka)            |
| Các nhân vật chính | Nguyễn Hữu Duy Khánh                  |
| Các nhân vật chính | Phùng Thanh Độ (Độ Mixi)              |
| Đơn vị tham gia    | Sư đoàn 325 - Quân đoàn 2             |

### Mùa 13: Những chiến binh của biển
Mùa thứ 13 với chủ đề Những chiến binh của biển được phát sóng từ ngày 6 tháng 1 đến ngày 5 tháng 5 năm 2023. Đây là mùa đầu tiên có các nhân vật tham gia không thường xuyên trong vai trò khách mời.
| Chỉ huy                | Thiếu tá Nguyễn Văn Dũng                                                |
| Chỉ huy                | Đại úy Nguyễn Việt Long                                                 |
| Các nhân vật chính     | Đoàn Thiên Ân                                                           |
| Các nhân vật chính     | Võ Hoàng Yến                                                            |
| Các nhân vật chính     | Đàm Thị Ngọc Linh (Linh Ngọc Đàm)                                       |
| Các nhân vật chính     | Hoàng Hương Quỳnh Mai (Mai Âm Nhạc)                                     |
| Các nhân vật chính     | Lê Ngọc Minh Trang (Trang Hý)                                           |
| Các nhân vật chính     | Vũ Phạm Diễm My (Diễm My 9X)                                            |
| Các nhân vật chính     | Nguyễn Thùy Anh                                                         |
| Các nhân vật chính     | Trần Thị Nhã Phương                                                     |
| Các nhân vật khách mời | Nguyễn Xuân Vinh (Trương Thế Vinh)                                      |
| Các nhân vật khách mời | Nguyễn Trần Duy Nhất                                                    |
| Các nhân vật khách mời | Phạm Văn Mách                                                           |
| Các nhân vật khách mời | Hà Việt Hoàng                                                           |
| Các nhân vật khách mời | Dương Lê Hoàng Hiệp                                                     |
| Các nhân vật khách mời | Nguyễn Cao Sơn Thạch (S.T Sơn Thạch)                                    |
| Đơn vị tham gia        | Liên đội đặc công nước 7, Lữ đoàn đặc công nước 5 - Binh chủng Đặc công |

### Mùa 14: Không khoan nhượng
Mùa thứ 14 với chủ đề Không khoan nhượng được phát sóng từ ngày 14 tháng 12 năm 2023 đến ngày 11 tháng 4 năm 2024.
| Chỉ huy            | Thượng úy Lưu Quang Nhất                         |
| Các nhân vật chính | Phạm Hoàng Hải (16 Typh)                         |
| Các nhân vật chính | Mai Đại Bình (Mai Tài Phến)                      |
| Các nhân vật chính | Nguyễn Việt Hoàng (Mono)                         |
| Các nhân vật chính | Huỳnh Ngọc Lập (Huỳnh Lập)                       |
| Các nhân vật chính | Nghiêm Anh Hiếu (Xemesis)                        |
| Các nhân vật chính | La Vĩnh Phát (Phát La)                           |
| Các nhân vật chính | Nguyễn Huỳnh Sơn (Soobin Hoàng Sơn)              |
| Các nhân vật chính | Trần Duy Tuấn (Tuấn Trần)                        |
| Đơn vị tham gia    | Trung đoàn bộ binh 165, Sư đoàn 312, Quân đoàn 1 |

### Mùa 15: Gót hồng trên lửa đạn
Mùa thứ 15 với chủ đề Gót hồng trên lửa đạn được phát sóng từ ngày 6 tháng 8 đến ngày 19 tháng 11 năm 2024.
| Chỉ huy            | Thượng tá Nguyễn Văn Thắng                |
| Các nhân vật chính | Nguyễn Diệu Huyền (Pháo)                  |
| Các nhân vật chính | Huỳnh Uyển Ân                             |
| Các nhân vật chính | Nguyễn Thúc Thùy Tiên                     |
| Các nhân vật chính | Lê Thy Ngọc (MisThy)                      |
| Các nhân vật chính | Vũ Phương Anh (Jun Vũ)                    |
| Các nhân vật chính | Trương Tiểu My (DJ Mie)                   |
| Các nhân vật chính | Phan Kim Cương (Liz Kim Cương)            |
| Các nhân vật chính | Đào Phương Anh Đào                        |
| Đơn vị tham gia    | Lữ đoàn Đặc công 113, Binh chủng Đặc công |

### Mùa 16: Khi Tổ quốc gọi tên
Mùa thứ 16 với chủ đề Khi Tổ quốc gọi tên được phát sóng từ ngày 3 tháng 8 năm 2025. Là mùa thứ hai có sự tham gia của các nhân vật nam lẫn nữ, đây cũng là mùa đặc biệt khi Sao nhập ngũ quy tụ nhiều nhân vật đã từng tham gia các mùa trước trở lại với chương trình, cùng với những người lần đầu tiên góp mặt.
| Chỉ huy            | Đại úy Lưu Quang Nhất                 |
| Chỉ huy            | Đại úy Phạm Quang Khải                |
| Các nhân vật chính | Trần Nguyên Cát Vũ (Tim)              |
| Các nhân vật chính | Phùng Thanh Độ (Độ Mixi)              |
| Các nhân vật chính | Nguyễn Bình An                        |
| Các nhân vật chính | Lê Huỳnh Anh                          |
| Các nhân vật chính | Đàm Thị Ngọc Linh (Linh Ngọc Đàm)     |
| Các nhân vật chính | Nguyễn Thùy Chi (Chi Pu)              |
| Các nhân vật chính | Trần Thị Diệu Nhi                     |
| Các nhân vật chính | Nguyễn Thị Hòa (Hòa Minzy)            |
| Các nhân vật chính | Mạc Văn Khoa                          |
| Các nhân vật chính | Nguyễn Minh Tú                        |
| Các nhân vật chính | Hoàng Thúy Hậu (Hậu Hoàng)            |
| Các nhân vật chính | Nguyễn Hoàng Lan (LyLy)               |
| Các nhân vật chính | Nguyễn Anh Tú                         |
| Các nhân vật chính | Đỗ Hải Đăng (Hải Đăng Doo)            |
| Các nhân vật chính | Huỳnh Ngọc Lập (Huỳnh Lập)            |
| Các nhân vật chính | Tăng Vũ Minh Phúc (Tăng Phúc)         |
| Các nhân vật chính | Nguyễn Thùy Trang (Trang Pháp)        |
| Các nhân vật chính | Nguyễn Diệp Anh (Diệp Lâm Anh)        |
| Các nhân vật chính | Ninh Dương Lan Ngọc                   |
| Các nhân vật chính | Hoàng Văn Khoa (PewPew)               |
| Các nhân vật chính | Nguyễn Cao Kỳ Duyên                   |
| Các nhân vật chính | Nguyễn Hương Giang                    |
| Các nhân vật chính | Đoàn Thiên Ân                         |
| Các nhân vật chính | Bùi Xuân Trường (Double2T)            |
| Các nhân vật chính | Nguyễn Thanh Huệ Phương (Cara Phương) |
| Các nhân vật chính | Phạm Duy Thuận (Jun Phạm)             |
| Các nhân vật chính | Trương Nam Thành                      |
| Các nhân vật chính | Nguyễn Xuân Phúc                      |
| Các nhân vật chính | Nguyễn Hữu Duy Khánh                  |
| Các nhân vật chính | Phạm Trần Thanh Duy                   |
| Đơn vị tham gia    | Sư đoàn 325, Quân đoàn 12             |
| Đơn vị tham gia    |                                       |

## Giải thưởng và đề cử
| Năm  | Giải thưởng      | Hạng mục              | Đề cử        | Kết quả | TK     |
| ---- | ---------------- | --------------------- | ------------ | ------- | ------ |
| 2020 | We Choice Awards | TV show của năm       | Sao nhập ngũ | Đề cử   | [ 22 ] |
| 2024 | We Choice Awards | Show giải trí của năm | Sao nhập ngũ | Đề cử   | [ 23 ] |

## Hoạt động bên lề

### Sao nhập ngũ Concert
Sau hé lộ của Jun Phạm về một concert mà anh cảm thấy "vô cùng tự hào và danh dự", Sao nhập ngũ thông báo tổ chức một concert đặc biệt tổ chức vào ngày 24 tháng 8 tại Công viên Sáng tạo (đường Lương Định Của, Thành phố Hồ Chí Minh) do đạo diễn Đinh Hà Uyên Thư và giám đốc âm nhạc SlimV cầm trịch, với sự tham gia của các nghệ sĩ đã từng tham gia chương trình.